# Deadlight
Deadlight é um jogo eletrônico de terror e sobrevivência em plataforma cinematográfica de rolagem lateral desenvolvido pela Tequila Works e publicado pela Microsoft Studios para Xbox 360 e Microsoft Windows. Foi lançado para Xbox 360 em agosto de 2012 via Xbox Live Arcade, e para Windows em outubro via Steam. Em 2016, uma versão Director's Cut do jogo foi lançada para Windows, PlayStation 4 e Xbox One, publicada pela Deep Silver.
O jogo foi criado para ser uma homenagem e um retorno aos clássicos jogos de plataforma cinematográficos de rolagem lateral dos anos 1980 e início dos anos 1990, como Prince of Persia, Another World e Flashback. Ambientado em Seattle em 1986, o jogo conta a história de Randall Wayne, um ex-guarda florestal que sai em busca de sua família após um apocalipse zumbi. Separado do grupo ao qual se juntou, Wayne deve tentar atravessar Seattle para chegar à "zona segura", onde ele acredita que sua família estará esperando. No caminho, porém, ele deve evitar hordas de zumbis e um grupo de justiceiros conhecido como "Nova Lei", que se estabeleceu como a autoridade de fato em Seattle. Enquanto viaja pela cidade, ele começa a questionar sua memória dos eventos durante os estágios iniciais do surto.
Deadlight recebeu críticas mistas, com críticos elogiando os gráficos e a atmosfera, mas criticando a brevidade e a linearidade do jogo. A versão para PC foi geralmente vista como superior à versão para Xbox 360. O jogo foi nomeado para "Melhor Jogo de Estreia" no 9º British Academy Games Awards, perdendo para The Unfinished Swan.

## Jogabilidade
Deadlight é um jogo de plataforma cinematográfico/horror de sobrevivência com rolagem lateral 2.5D no qual o personagem do jogador, Randall Wayne, pode se mover da esquerda para a direita e da direita para a esquerda, mas não consegue entrar em nenhum ambiente fora do caminho alinhado. O personagem pode andar, correr, agachar, rolar, pular, pular em distância, pular paredes em áreas estreitas, escalar cercas e escadas, pendurar-se em fios, empurrar e puxar certos objetos e realizar ações contextuais, como usar interruptores e examinar corpos.
A jogabilidade consiste principalmente em plataformas e resolução de quebra-cabeças para que Wayne possa evitar as muitas "sombras" (zumbis) que povoam as ruas de Seattle. Os níveis são projetados de tal forma que os jogadores são encorajados a evitar as Sombras o máximo possível, em vez de enfrentá-las em combate. Quando o combate é inevitável, o jogador pode usar um machado de fogo para executar ataques corpo a corpo de curto alcance, que consomem resistência, ou mais tarde, um revólver e, posteriormente, uma espingarda, embora a munição para ambas as armas seja extremamente limitada. O jogador também ganha acesso a um estilingue. No entanto, isso não pode ser usado em combate e, em vez disso, é usado para resolver quebra-cabeças. Existem apenas algumas ocasiões no jogo em que o combate é inevitável e, geralmente, a ênfase permanece em evitar e enganar as Sombras. Um método para fazer isso é o recurso "provocação", que permite que Wayne atraia Sombras para a morte chamando-as, levando-as a perigos ambientais, como abismos ou eletricidade exposta. Mesmo que o jogador esteja armado, se ele for atacado por mais de três ou quatro Sombras ao mesmo tempo, isso significa morte quase certa.
Wayne começa com três pontos de saúde que podem ser reabastecidos usando kits de primeiros socorros. O número de pontos de saúde pode aumentar em um único ponto se o jogador conseguir encontrar power-ups de saúde. Correr, combater corpo a corpo e se pendurar em objetos esgotam o medidor de resistência do jogador, o que faz com que a tela fique borrada e Wayne pare para recuperar o fôlego. Assim como o medidor de saúde, a quantidade de resistência disponível pode ser aumentada por power-ups. Ao contrário da saúde, no entanto, o medidor de resistência é recarregado com o tempo.
O jogo contém muitos itens colecionáveis escondidos. Algumas são entradas do diário do jogador, revelando mais sobre sua história. Outros são recordações pessoais perdidas por pessoas durante o surto. O jogador também pode encontrar três videogames portáteis totalmente jogáveis no estilo dos anos 80. Um item colecionável recorrente vem na forma de cartões de identificação, todos com o nome de assassinos em série (como John Wayne Gacy, Aileen Wuornos e Jeffrey Dahmer), embora a foto de identificação nos cartões mostre membros da equipe da Tequila Works.

## Trama
O jogo se passa em Seattle, começando em 4 de julho de 1986, 145 dias desde o "Paciente Zero". A sociedade foi quase dizimada pelo surto de um vírus desconhecido que reanima os mortos, transformando-os no que os sobreviventes chamam de infectados de "Sombras". Randall Wayne, um guarda florestal de Hope, British Columbia, no Canadá, está separado de sua esposa Shannon e de sua filha Lydia há algum tempo e veio para Seattle nos Estados Unidos por causa de relatos do último "Ponto Seguro" restante no noroeste do Pacífico. Convencido de que sua família está no Ponto Seguro, ele é acompanhado por seu colega guarda florestal, Ben Parker. Após chegarem à cidade, eles se juntam a um grupo de outras quatro pessoas: um policial chamado Sam Powell, as irmãs gêmeas Stella e Karla Patterson e um professor universitário não identificado que é morto pelas sombras antes dos eventos do jogo.
Quando o jogo começa, Wayne acaba de atirar na cabeça de Karla, pois ela havia sido mordida e estava prestes a se transformar em uma Sombra. Quando Ben, Sam e Stella retornam ao armazém onde estão abrigados, o prédio é atacado por Sombras, atraídos pelos tiros. O trio foge por uma claraboia, mas a escada quebra antes que Wayne possa segui-los, e ele diz para eles irem para o Ponto Seguro, onde ele os encontrará.
Wayne sai do armazém e atravessa a cidade. Ele logo descobre um grupo de milícias ou paramilitar violento que se autodenomina "Nova Lei", e que mata qualquer um que não se junte a eles. Quando Wayne observa, um Sombra vivo acaba atacando um milícia da Nova Lei e outro acaba fugir de caminhonete.
Depois de pular outro prédio, acaba ouvir o som do helicóptero e ver helicóptero passando, logo depois ouve tiroteio e ele acaba encontrar a van de Sam destruída pelo helicóptero da Nova Lei, Wayne encontra Sam em uma loja próxima, gravemente ferido e sangrando até a morte. A van foi emboscada pela Nova Lei, que levou Ben e Stella com eles, deixando Sam para morrer. Ele diz a Wayne que o Ponto Seguro é, na verdade, uma armadilha montada pela Nova Lei, na esperança de atrair sobreviventes, para que eles possam matar e roubar quaisquer suprimentos que eles possam ter. Depois que Sam morre, Wayne parte, determinado a resgatar sua família e amigos da Nova Lei.
Enquanto ele se dirige para o Ponto Seguro, ele é encurralado por uma manada de Sombras. No entanto, antes que eles possam atacá-lo, uma mão surge de um bueiro e o arrasta para os esgotos. Wayne fica inconsciente e tem flashbacks de sua vida antes do surto, misturados com vagas lembranças de seu retorno para casa após o início das Sombras. Ao acordar nos esgotos, ele conhece o "Rato", um veterano do Vietnã que transformou o sistema de esgoto em uma elaborada série de armadilhas para se proteger tanto das Sombras e Soldados da Nova Lei. O Rato diz a Wayne que se ele conseguir passar pelas armadilhas, ele o ajudará a encontrar seus amigos. Quando Wayne faz isso, o Rato diz a ele que seu filho adolescente está desaparecido e pede que Wayne o encontre antes da Nova Lei, prometendo que se ele fizer isso, o Rato procurará informações sobre a família e os amigos de Wayne.
Wayne concorda e sai em busca do menino, embora continue tendo visões perturbadoras de sua filha. Depois de bater uma van, Wayne é contatado via rádio por uma pessoa desconhecida, que o guia para um lugar seguro no telhado de um prédio próximo. A pessoa é o filho do Rato, que estava procurando comida quando foi atacado pela Nova Lei. Enquanto Wayne e o garoto conversam, um helicóptero da Nova Lei aparece e abre fogo contra eles. Eles fogem, eventualmente retornando aos esgotos, onde o Rato diz a Wayne que Ben e Stella estão no Seattle Center Coliseum, que é controlado pela Nova Lei. No entanto, ele não conseguiu encontrar nenhuma informação sobre a família de Wayne.
Wayne vai até o estádio, onde encontra Ben sendo torturado pela Nova Lei, que deixa uma Sombra para matá-lo. Ele resgata Ben, que lhe conta que a Nova Lei levou Stella para o Ponto Seguro. Depois de adquirir suprimentos médicos para Ben, eles seguem para o Ponto Seguro em um helicóptero roubado da Nova Lei. Entretanto, no caminho, Ben perde a consciência e o helicóptero cai. Ben é morto, mas Wayne sobrevive e, depois de outra lembrança confusa do último dia em que viu sua família, chega ao Ponto Seguro aonde Wayne começa a ouve a transmissão de rádio que atraí os outros sobreviventes, e então desliga a transmissão e acaba sendo capturado pela tropa de paramilitar da Nova Lei e outro soldado liga a transmissão.
Após Wayne acordar e nocautear o guarda, recupera as coisas e resgata Stella, para encobrir a fuga, Wayne desliga o gerador de energia, permitindo que as Sombras penetrem na instalação do abrigo.
No caos, Wayne e Stella escapam para uma doca, mas são encurralados por um grupo de Sombras. Stella implora para Wayne matá-la, fazendo-o relembrar a última memória reprimida; ao retornar para casa após o surto, ele descobre que tinha apenas duas balas em sua arma. Com a casa sitiado por Sombras, Shannon implorou para que ele a matasse e a Lydia. Com grande relutância, Wayne fez isso. Lembrando-se do incidente, ele se recusa a repeti-lo matando Stella, dizendo que ela deve sobreviver e nunca perder a esperança. Ele quebra a madeira do cais, permitindo que Stella chegue até um veleiro próximo e vá embora. Wayne pede desculpas à filha e esposa falecida, que aparece na sua frente, lamentando que deveria ter morrido com elas no incidente. No entanto, ele está feliz que eles estarão juntos novamente em breve. Enquanto as Sombras correm em sua direção, Wayne aceita seu destino.
Em um final alternativo, desbloqueável ao completar o modo "Pesadelo", é revelado que Wayne é um assassino perturbado. Enquanto ele e Stella tentam embarcar no barco, Stella reconhece que Wayne está usando o colar de Karla. Ela o empurra, e ele cai, batendo a cabeça contra um poste. Ele se lembra de ter matado Karla mesmo ela não tendo sido mordida, de ter sufocado Sam ao encontrá-lo ileso na loja e de ter estrangulado Ben no helicóptero, causando sua queda. Enquanto ele sangra até a morte, ele tem uma visão de Lydia antes de desmaiar.

## Desenvolvimento e lançamento
Deadlight foi anunciado em 18 de janeiro de 2012 como um jogo exclusivo do Xbox Live Arcade, com lançamento previsto para o período anual Summer of Arcade . A Microsoft Studios revelou que iria publicar o jogo, que estava sendo desenvolvido pela Tequila Works. Embora Deadlight tenha sido a estreia da Tequila Works, a equipe de desenvolvimento incluiu pessoas que trabalharam em séries como Commandos e MotorStorm, bem como jogos como Overlord II, Heavy Rain, Castlevania: Lords of Shadow e Diablo III. No dia seguinte, um teaser trailer foi lançado, com uma demo disponibilizada em 5 de março. Falando da demonstração, Martin Robinson da Eurogamer notou a semelhança entre o movimento e as animações de Randall Wayne e os protagonistas de jogos de plataforma cinematográficos clássicos como Another World e Flashback.
Essa semelhança foi muito intencional, como explica o diretor, co-roteirista e designer Raúl Rubio Munárriz,
Munárriz explica ainda, "Se você se lembra de Prince of Persia ou Another World, a técnica de animação usada foi rotoscopia; as pessoas são filmadas primeiro e então seus movimentos são copiados. Inicialmente fizemos o mesmo, gravando a nós mesmos em vídeo. Para esse tipo de jogo retrô, era importante que a animação fosse suave. Os personagens precisavam ser dinâmicos, então usamos quadro-chave. Se tivéssemos usado captura de movimento, o jogo teria perdido aquela sensação dos anos 80".

Jogabilidade em Deadlight. O jogador está subindo uma escada no lado direito da janela. A imagem mostra tanto os gráficos 2.5D, com o próprio Wayne apresentado como uma silhueta contra fundos detalhados, quanto a atmosfera distópica do jogo.

Sobre o estilo gráfico do jogo em geral, os desenvolvedores afirmam:
Em relação ao estilo artístico do jogo, o artista de videogame Abel Oroz Vincente afirma. "O aspecto artístico de Deadlight é a base sobre a qual o jogo é amplamente construído. O jogo é sua atmosfera, e a atmosfera é alcançada em grande parte graças aos visuais. A chave está no hiper-realismo e na iluminação super exposta, que não é hiper-realista, mas a usamos como uma ferramenta de estilização". O artista 3D Pablo Fernández Gómez explica ainda "É uma abordagem pictórica da realidade que desperta uma certa sensação e ajuda o jogador a entender e jogar o jogo".
Quando o jogo foi mostrado no evento E3 em junho de 2012, Munárriz declarou que "a ideia era recriar a jogabilidade antiga com visuais marcantes. Então o estilo visual foi inspirado em filmes dos anos 80, como First Blood". Ele também cita como influências na história o romance de 1954 de Richard Matheson, Eu Sou a Lenda, o romance de 2006 de Stephen King, Cell, o romance de 2006 de Cormac McCarthy, The Road, e a série de quadrinhos de Robert Kirkman, The Walking Dead.
Randall Wayne recebeu o nome de um personagem do romance Hello America de JG Ballard de 1981; o clandestino Wayne. Em termos da persona de Randall, os desenvolvedores não estavam interessados em criar um herói típico de videogame, alguém que pudesse facilmente lutar contra zumbis atacantes, em vez disso, eles olharam para "o que uma pessoa comum faria se o apocalipse acontecesse de repente amanhã?" O co-escritor Antonio Rojano Mora explica "Queríamos um personagem que não fosse um policial, soldado, assassino ou sobrevivente típico. Ele é apenas um cara normal com seus próprios problemas, fraquezas e medos". Munárriz afirma de forma semelhante "ele não é um soldado, ele não é um cientista, ele não é um herói".
Em 5 de outubro, a Tequila anunciou que o jogo seria lançado para Microsoft Windows via Steam, tendo vendido bem no Xbox Live Arcade. A versão para Windows contaria com gráficos melhorados e um novo modo de dificuldade Pesadelo, onde o progresso do jogador não é salvo – eles devem completar o jogo de uma vez e, se morrerem em algum momento, devem retornar ao início.
Em 21 de março de 2016, uma versão Director's Cut do jogo foi anunciada para Windows, PlayStation 4 e Xbox One. Publicada pela Deep Silver, a nova versão apresenta controles aprimorados, novas animações e resolução total de 1080p. Um novo modo de jogo, o "Survival Arena", também está incluído. O Director's Cut foi lançado via Steam, GOG.com, PlayStation Network e Xbox Live em 21 de junho.

## Recepção
1. ↑  Phillips, Tom (18 de janeiro de 2012). «Indie horror Deadlight announced for XBLA». Eurogamer. Consultado em 12 de janeiro de 2016
2. ↑  Tao, Mike (19 de janeiro de 2012). «Deadlight Teaser Trailer». GameSpot. Consultado em 12 de janeiro de 2016
3. ↑  «XBLA exclusive Deadlight gets a trailer». Eurogamer. 19 de janeiro de 2012. Consultado em 12 de janeiro de 2016. Arquivado do original em 4 de março de 2016
4. ↑  Winegarner, Tyler (5 de março de 2012). «Deadlight: Outsmarting the Zombie Apocalypse». GameSpot. Consultado em 13 de janeiro de 2016
5. ↑  Robinson, Martin (14 de março de 2012). «Deadlight Preview: XBLA's Shining Light». Eurogamer. Consultado em 13 de janeiro de 2016
6. ↑  «The Deadlight Diaries (4): A Living Dead World». Tequila Works. 10 de agosto de 2012. Consultado em 15 de janeiro de 2016. Arquivado do original em 19 de dezembro de 2021
7. 1 2  «The Deadlight Diaries (3): The Art of Deadlight». Tequila Works. 12 de julho de 2012. Consultado em 15 de janeiro de 2016. Arquivado do original em 19 de dezembro de 2021
8. ↑  Mihoerck, Dan (6 de junho de 2012). «Deadlight E3 2012 Stage Demo». GameSpot. Consultado em 14 de janeiro de 2016
9. 1 2  «The Deadlight Diaries (1): Back to the 80s». Tequila Works. 27 de abril de 2012. Consultado em 14 de janeiro de 2016. Arquivado do original em 19 de dezembro de 2021
10. 1 2 3  «The Deadlight Diaries (2): Creating the Story». Tequila Works. 21 de junho de 2012. Consultado em 14 de janeiro de 2016. Arquivado do original em 19 de dezembro de 2021
11. ↑  Matulef, Jeffrey (5 de outubro de 2012). «Deadlight heading to Steam later this month». Eurogamer. Consultado em 14 de janeiro de 2016
12. ↑  Romano, Sal (21 de março de 2016). «Deadlight: Director's Cut announced for PS4, Xbox One, and PC». Gematsu. Consultado em 22 de março de 2016
13. ↑  «Release: Deadlight: Director's Cut». GOG.com. 21 de junho de 2016. Consultado em 21 de junho de 2016
14. ↑  Bourgault, Evan (13 de agosto de 2012). «Deadlight Review». Electronic Gaming Monthly. Consultado em 23 de agosto de 2013. Cópia arquivada em 28 de julho de 2014
15. ↑  Robinson, Martin (30 de julho de 2012). «Deadlight Review». Eurogamer. Consultado em 23 de agosto de 2013
16. ↑  Turi, Tim (30 de julho de 2012). «Deadlight Review». Game Informer. Consultado em 23 de agosto de 2013. Arquivado do original em 1 de agosto de 2012
17. ↑  Watters, Chris (31 de julho de 2012). «Deadlight Review». GameSpot. Consultado em 23 de agosto de 2013
18. ↑  McCaffrey, Ryan (30 de julho de 2012). «Deadlight Review». IGN. Consultado em 23 de agosto de 2013
19. ↑  Reyes, Francesca (30 de julho de 2012). «Deadlight Review». Official Xbox Magazine. Consultado em 23 de agosto de 2013. Cópia arquivada em 1 de agosto de 2012
20. ↑  Concepcion, Miguel (1 de agosto de 2012). «Deadlight Review». G4tv. Consultado em 29 de novembro de 2022. Cópia arquivada em 11 de março de 2013
21. ↑  «Deadlight for Xbox 360 Reviews». Metacritic. Consultado em 23 de agosto de 2013
22. ↑  «Deadlight for PC Reviews». Metacritic. Consultado em 23 de agosto de 2013
23. ↑  «Deadlight: Director's Cut for PlayStation 4 Reviews». Metacritic. Consultado em 4 de abril de 2020
24. ↑  «Deadlight: Director's Cut for Xbox One Reviews». Metacritic. Consultado em 4 de abril de 2020

Deadlight recebeu críticas mistas, com a versão para PC, muito menos analisada, sendo geralmente vista como superior à versão para Xbox 360. No Metacritic, a versão para Xbox tem uma pontuação agregada de 68 em 100 com base em 79 avaliações, enquanto a versão para PC tem uma pontuação de 78 em 100 com base em 7 avaliações.
Ryan McCaffrey, IGN deu uma nota 8,5 de 10, chamando-o de "um dos melhores títulos XBLA do ano". Ele ficou particularmente impressionado com os gráficos; "sua estética é deslumbrante [...] Várias das cenas 'Deadlight são tão impressionantes que tive que parar para admirá-las antes de prosseguir". Ele, no entanto, criticou os níveis baseados em quebra-cabeças nos esgotos, a facilidade com que o jogador pode morrer e a seção final do jogo, escrevendo "Essas falhas são a diferença entre a excelência transcendente 'Limbo e a mera grandeza 'Deadlight".
Francesca Reyes, revista oficial Xbox também deu nota 8,5 de 10, elogiando a jogabilidade, o nível de dificuldade e o ritmo do jogo; "ele proporciona uma corrida frenética e vertiginosa de quatro a cinco horas. E esse é o ponto forte 'Deadlight: você sente uma necessidade constante e cheia de adrenalina de simplesmente. Continuar. Se movendo."
Marty Sliva 1Up.com deu uma nota A−, elogiando a jogabilidade; "Esteja você avançando por um cruzamento infestado de zumbis no estilo Canabalt, decifrando lentamente as armadilhas de um louco que mora no esgoto ou eliminando metodicamente um bando de inimigos, o jogo está constantemente mudando seu próprio estilo de jogo interno". Ele concluiu chamando o jogo de "um título fantástico que se destaca muito mais do que muitos títulos AAA de grande orçamento."
Tim Turi, Game Informer deu nota 8 de 10, escrevendo "Deadlight mistura os visuais 2.5D impressionantes 'Shadow Complex, os quebra-cabeças de plataforma gratificantes 'Limbo e a atmosfera sombria' The Walking Dead. O coquetel resultante é potente". Ele criticou o enredo, chamando-o de "maior falha" do jogo, mas concluiu "Criar um jogo de zumbis envolvente em uma geração com muitos deles é uma tarefa difícil. A Tequila Works consegue fazer isso ao mesmo tempo em que o funde com sucesso com o improvável gênero de ação e plataforma".
Martin Robinson, Eurogamer deu nota 7 de 10, elogiando os gráficos e a atmosfera; "o senso de lugar é o que eleva Deadlight, e é explorado de forma inteligente pela Tequila Works. Engarrafamentos abandonados em rodovias iluminadas em cinza dão lugar a placas de motel de neon salpicadas de chuva e, em seguida, a terras marginais escuras. Na cidade, Randall salta sobre escadas de incêndio e evita helicópteros perseguidores em perseguições no telhado no estilo Canabalt, e nos subúrbios ele salta de casa em casa enquanto passa por cenas domésticas destruídas. Nunca um mundo 2D pareceu tão crível. "No entanto, ele criticou a brevidade do jogo, chamando-o de "uma experiência incrivelmente leve" e argumentando que "não há carne suficiente para voltar, tornando este um caso único com um preço inflado que não se encaixa bem".
Chris Watters, GameSpot deu nota 6,5 de 10, escrevendo "Deadlight atrai você com sua atmosfera rica e penetrante, mas não lhe dá muito o que fazer quando você está lá", chamando o jogo de "uma experiência sedutoramente sombria, mas decepcionantemente superficial". Ele elogiou os gráficos, argumentando que "os elementos artísticos trabalham em harmonia para tornar Deadlight um jogo visualmente atraente". No entanto, ele criticou a jogabilidade, escrevendo "a linearidade não é inerentemente negativa, mas executar os mesmos poucos movimentos para progredir em um caminho claramente marcado não mantém seu apelo por muito tempo". Ele concluiu "Nas três horas ou mais que leva para completar o jogo, você se sente menos como se estivesse viajando por um mundo perigoso e mais como se estivesse atuando em um roteiro. Os visuais envolventes 'Deadlight tornam divertido interpretar o papel, mas você desejará ter mais falas".
Evan Bourgault, Electronic Gaming Monthly deu nota 6,2 de 10 e criticou especialmente os controles e a brevidade do jogo. Ele concluiu que "Deadlight poderia ter sido um jogo muito melhor se tivesse uma história mais desenvolvida, um esquema de controle que não fosse frustrante e um tempo de jogo mais longo. Ele começa promissor o suficiente, mas a maravilha de tudo isso para bruscamente durante sua segunda metade".
Miguel Concepcion, X-Play deu nota 3,5 de 5, escrevendo "O estúdio (Tequila Works) criou uma Seattle detalhada de meados da década de 1980, oferecendo uma jornada de rolagem lateral que é um pouco fácil e teria se beneficiado com quebra-cabeças mais desafiadores". Ele concluiu que a série estava em posição perfeita para continuar, afirmando que "a Tequila Works se posicionou adequadamente para sequências de Deadlight que podem ir muito além da história de seu protagonista inicial".

### Vendas
O jogo vendeu mais de 53.000 cópias.
1. ↑  Silva, Marty (30 de julho de 2012). «Deadlight Review». 1UP.com. Consultado em 19 de novembro de 2014. Arquivado do original em 12 de outubro de 2015
2. ↑  Phillips, Tom (7 de setembro de 2012). «Microsoft's Summer of Arcade 2012 posts uninspiring sales». Eurogamer. Consultado em 14 de janeiro de 2016